# Contea di Karnes
La contea di Karnes in inglese Karnes County è una contea dello Stato del Texas, negli Stati Uniti. La popolazione al censimento del 2010 era di 14 824 abitanti. Il capoluogo di contea è Karnes City. Il nome della contea deriva da Henry Wax Karnes (1812–1840), soldato della rivoluzione texana.

## Geografia fisica
| Anno | Popolazione | ±%     |
| ---- | ----------- | ------ |
| 1860 | 2,171       |        |
| 1870 | 1,705       | −21.5% |
| 1880 | 3,270       | 91.8%  |
| 1890 | 3,637       | 11.2%  |
| 1900 | 8,681       | 138.7% |
| 1910 | 14,942      | 72.1%  |
| 1920 | 19,049      | 27.5%  |
| 1930 | 23,316      | 22.4%  |
| 1940 | 19,248      | −17.4% |
| 1950 | 17,139      | −11.0% |
| 1960 | 14,995      | −12.5% |
| 1970 | 13,462      | −10.2% |
| 1980 | 13,593      | 1.0%   |
| 1990 | 12,455      | −8.4%  |
| 2000 | 15,446      | 24.0%  |
| 2010 | 14,824      | −4.0%  |

Secondo l'Ufficio del censimento degli Stati Uniti d'America la contea ha un'area totale di 754 miglia quadrate (1950 km²), di cui 748 miglia quadrate (1940 km²) sono terra, mentre 6,0 miglia quadrate (16 km², corrispondenti allo 0,8% del territorio) sono costituiti dall'acqua.

### Strade principali
- U.S. Highway 181
- State Highway 72
- State Highway 80
- State Highway 123
- State Highway 239

### Contee adiacenti
- Gonzales County (nord-est)
- DeWitt County (est)
- Goliad County (sud-est)
- Bee County (sud)
- Live Oak County (sud-ovest)
- Atascosa County (ovest)
- Wilson County (nord-ovest)

## Geografia antropica

### Suddivisioni amministrative

#### Città
- Karnes City
- Falls City
- Kenedy

#### Town
- Runge

#### Aree non incorporate
- Cestohowa
- Choate
- Gillett
- Hobson
- Panna Maria

#### Città fantasma
- Helena
- Wintergreen

## Economia
Nel 2008 l'azienda petrolifera statunitense ConocoPhillips perforarono un pozzo nella contea di Karnes e scoprirono la presenza del petrolio. Questo provocò un boom economico nella zona.